# Echinus
Echinus Linnaeus, 1758 é um género de ouriços-do-mar da família Echinidae.

## Taxonomia
O género Echinus inclui as seguintes espécies:
- Echinus anchistus H.L. Clark, 1912
- Echinus esculentus Linnaeus, 1758
- Echinus euryporus H.L. Clark, 1912
- Echinus gilchristi Bell, 1904
- Echinus melo Lamarck, 1816
- Echinus multidentatus H.L. Clark, 1925
- Echinus tenuispinus Norman, 1868
- Echinus tylodes H.L. Clark, 1912
- Echinus wallisi A. Agassiz, 1880